# Synodontis irsacae
Synodontis irsacae är en fiskart som beskrevs av Matthes, 1959. Synodontis irsacae ingår i släktet Synodontis och familjen Mochokidae. Inga underarter finns listade i Catalogue of Life.